# راندي جونز (متزلج جماعي)
راندي جونز (بالإنجليزية: Randy Jones)‏ (و. 1969  م) هو متزلج جماعي، ومنافس ألعاب قوى، ولاعب كرة قدم أمريكية أمريكي، ولد في وينستون-سالم، كارولاينا الشمالية، شارك في الألعاب الأولمبية الشتوية 2006، والألعاب الأولمبية الشتوية 1998، والألعاب الأولمبية الشتوية 1994، والألعاب الأولمبية الشتوية 2002.

## التعليم
تعلم في جامعة ديوك
.

## روابط خارجية
- راندي جونز على موقع الاتحاد الدولي لألعاب القوى (الإنجليزية)
- راندي جونز على موقع IBSF (الإنجليزية)
- راندي جونز على موقع أوليمبيديا (الإنجليزية)